# 湖東記念病院事件
湖東記念病院事件（ことうきねんびょういんじけん）とは、2003年5月、滋賀県愛知郡湖東町（現：東近江市）の湖東記念病院で、看護助手として勤めていた女性A（当時23歳）が、人工呼吸器のチューブを外して同院に入院していた男性患者（当時72歳）を殺害したとされた冤罪事件。呼吸器事件とも呼ばれる。Aは2004年7月に男性患者を殺害したことを「自白」したものの、公判では否認に転じたが、Aは懲役12年の有罪判決を受け、確定した。 
裁判ではAの捜査段階の「自白」に信用性が認められて有罪判決が下されたが、確定から約10年が経った2017年、Aには軽度の知的障害・発達障害・愛着障害などの障害があり、「防御する力が弱い」「供述弱者」であることが発覚した。2020年、大津地方裁判所で行われた再審公判で、Aは障害等により「迎合的な供述をする傾向がある」ことが認定され、「自白」は「不当、不適切な捜査によって誘発された」として証拠排除された。大津地裁は「患者が何者かに殺されたという事件性を認める証拠すらない」として、Aに無罪判決を言い渡した。これに検察が控訴しなかったため、Aの無罪が確定した。
日本弁護士連合会がAの無罪確定まで再審請求を支援していた。

## 概要
2003年5月、滋賀県愛知郡湖東町の湖東記念病院で、男性患者（当時72歳）が死亡した。当直を担当していた看護師Bが男性が装着していた人工呼吸器のチューブが「外れていた」と証言したため、滋賀県警察は、人工呼吸器が外れた際のアラーム音を聞き逃したとする業務上過失致死で捜査を開始した。男性の死亡時に当直を担当していた看護師2人と看護助手A（当時23歳）は度重なる任意聴取を受けた。Aは「アラームが鳴っていた」と供述した後、「人工呼吸器のチューブを外した」として殺害を「自白」、2004年7月に逮捕された。公判でAは、「取調べがきつくなり、同僚看護師をかばおうとした。刑事に好意を持った」と訴えて起訴内容を否認したが、2005年11月に大津地方裁判所は懲役12年を言い渡し、最高裁で確定した。Aは服役し、2017年8月に刑期を満了し出所した。
Aは2010年に第一次再審請求をしたものの棄却され、2012年に第二次再審請求をした。大津地裁は請求棄却したが、2017年12月、大阪高等裁判所は新証拠により男性患者が自然死した合理的な疑いが生じたことを理由に、再審開始を決定した。検察は特別抗告をしたが、最高裁判所第二小法廷はこれを棄却し、2019年3月、再審開始決定が確定した。
再審で大津地裁は、Aの「自白」を前提としない場合、男性患者は自然死した可能性が認められ、Aの「自白」そのものも「任意にされたものでない疑」があるものとして
証拠排除された。これにより男性患者が何者かに殺害されたという事件性すら証明されていないとして、Aに無罪が言い渡された。4月2日、大津地方検察庁は上訴権を放棄、Aの無罪が確定した。
中日新聞の取材班は、Aが獄中から両親に宛てて送り続けた350通にも及ぶ手紙を読み、Aの「殺ろしていません」（原文ママ）という「切実な訴え」を知り、裁判資料を調べる中で、逮捕前と逮捕後の双方において取調官に誘導された痕跡を随所に認めた。2017年には、弁護団と協力して精神科医と臨床心理士による獄中での知能・発達検査を実施、Aが軽度の知的障害・発達障害・愛着障害などの障害を持ち、「防御する力が弱い」「供述弱者」であることを明らかにした。また、「事件死」とした司法解剖鑑定にも疑問を投げかけ、脳死に近い終末患者の病死が「事件」にされた疑いを投げかける連載記事を掲載した。

## 経過
2003年5月22日午前4時すぎ、滋賀県愛知郡湖東町（現：東近江市）の湖東記念病院に入院していた男性患者（当時72歳）が死亡した。死亡に気づいた第一発見者の看護師Bは「人工呼吸器のチューブが外れていた」と証言、これを受けて病院は「チューブが外れると鳴るはずの警報が鳴らなかった。医療上の過失はなかったと考えている」と発表した。
滋賀県警察愛知川署（現：東近江警察署 愛知川警部交番）は、男性の人工呼吸器のチューブが外れ、異常を知らせるアラーム音が鳴っていたのに適切な処置がなされなかった疑いがあるとして、捜査を開始した。
翌23日、男性患者の遺体の解剖が行われ、後に死因等についての鑑定書が作成された。解剖医は鑑定書作成に先立ち、看護師が人工呼吸器のチューブが外れていたと説明している事実を警察官から聞いていた。
警察は男性死亡の第一発見者の看護師Bをはじめ、当時の当直員だった看護師や看護助手の女性A（当時23歳）らにアラームについて確認する事情聴取を繰り返し行い、Bらは「アラームは鳴っていなかった」と証言し続けた。男性患者が死亡したフロアには、看護師ら以外にも、他の入院患者や付き添いの家族もいたが、「アラームが鳴った」という証言は出てこなかった。
病院は、警察が捜査の中で、「Bの犯罪性を指弾する」ために「Bに対し『アラームは鳴っていた』と供述をするよう、またAに対しても『Bから鳴っていなかったことにするよう働きかけを受けた』との供述をするよう、不当な威嚇と執拗な強要」をしたとして、滋賀県警へ抗議文を出した。この中には事情聴取後に勤務に復帰したAが、「不可解な身体反応を示して歩行不能になるとともに、ベッド上で『Bさんが危ない』『警察に私が行かなくては』」などの譫言を繰り返したことも書かれていた。
Aは一連の取り調べで急性ストレス症候群を患い、入退院を繰り返した末、12月24日に湖東記念病院を退職した。
2004年2月、人工呼吸器自体に異常はなかったとする鑑定結果が得られ、チューブが外れていたのであればアラームが鳴っていたことがほぼ確定的になった。5月、県警は再びAやBらに対する事情聴取を始めた。Aを担当した県警本部の30代（当時）の男性刑事Cは「アラームは鳴っていたはずやろ」と追及したが、Aは「鳴っていなかった」と答え続けた。その中で、Cにより、椅子を蹴られる、死亡した患者の写真を並べた机に顔を押し付けられるなどして恐怖を感じたAは、「アラームは鳴っていた」と「供述」した。すると、Cは親身になり、幼少から優秀な兄と比較されてきたコンプレックスなどAの身の上話も聞き、CはAに「Aさんはむしろかしこい子だ、普通と同じで変わった子ではない」と言った。Aはこの言葉をきっかけにCにのめり込んでいき、AはCの好意を受け続けようとしてその後1ヶ月近くは「鳴った」と言い続けた。
Cへの信頼と好意を次第に深めたAは5月24日から6月中旬にかけて、呼び出しを受けてもないのに何度も警察署に出頭したり、Cに宛てた手紙を他の警察官に渡すこともあった。Aの逮捕後の供述調書や供述書には「C警察官は親身になって事情を聴いてくれた。初めて私のことを理解してくれようとしくれる人がいると思った」「私のことでこんな真剣になってくれる人は初めてでした。刑事さん、私を見捨てないでください。こんな私を最後まで見守ってください」などの言葉が残された。Aは、再審公判で、故意にチューブを抜いたと供述したのは「新しいことを言えば、C刑事の関心をひきつけられると思ったから」で、「逮捕される」ことがどういうことかも理解しておらず、逮捕後にCから長時間の取調べを受けることも「ルンルンな気分」だったと供述した。また、留置施設から滋賀刑務所への移管を控えた8月25日には、Cの取調べ時に「寂しくなる」と言ってCに抱きついた。Cはこれをあからさまに拒む事はしなかった。
一方、Aが「アラームは鳴っていた」と言った結果、Bに対する「アラームを聞き逃した」という警察の追及が強くなっていた。このことを知ったAは、「供述」を撤回する手紙を書いて何度も警察署を訪ね、時には深夜にも手紙を届けに行ったが、警察は頑なにAの「撤回」を受け入れなかった。こうしてAは「『鳴っていたことにして、同僚を救うしかなくなった。それが『自分のせいにする』こと」と考えるに至った。

### 殺害「自白」
Aの供述は、「やけくそで布団をかけたら、なんかジャバラ（呼吸器のチューブ）がはずれたような気がした」、「呼吸器のジャバラの部分をひっぱってはずしました」と変遷を経て、7月2日、Cが書いた供述調書には「呼吸器のチューブを外して殺した。私がやったことは人殺しです」と書かれた。 Aは後にこの供述調書について「私は『外した』とは言ったけど、『殺した』とは言ってないんです。でもCに『外したなら殺したのと一緒のことやろ』と言われて反論できなかった」と語っている。同月、Aは男性患者殺害の容疑で逮捕された。Aは7月6日に逮捕された。
7月6日ごろ、本件当日から「呼吸器のチューブが外れていた」と供述していたBが、チューブが外れていたか否かは確認しておらず、明確ではない旨供述。以後、一貫して同趣旨の供述をした。
警察はそれまでの捜査で、人工呼吸器には異常はなく、また、入院患者等からの事情聴取から、男性患者の死亡時にアラームが鳴っていなかったことを把握していた。そのため、捜査は人工呼吸器が外されたのにアラームが鳴らなかった理由に焦点が当てられた。Aの「アラーム音が鳴っていた」という「供述」は、「鳴っていなかった」に戻され、入院患者らの「鳴っていません」「聞いていません」という供述調書がAの殺害「自白」後に作成された。
7月10日、臨床工学技士立会の元、本件呼吸器の実況見分が行われ、滋賀県警はアラームの消音状態を維持する機能を含む本件呼吸器の仕様を把握した。人工呼吸器は、外れるとアラームが鳴るが、消音ボタンを押すと1分間アラームが鳴り止み、次のアラームが鳴る前に消音ボタンを押すと、アラームが鳴るまでの時間を1分間延長できる仕組みになっていた。この「1分間」を知る看護師は院内にはいなかった。
同日の夜から、Aは人工呼吸器のチューブを外した後、周囲に気づかれぬよう消音ボタンを押し続けたことを供述しはじめ、調書が作成された。調書では、消音ボタンを押してから1分経過すると再びアラームが鳴るため、Aは1分を計るために「一、二、三と数えた」とされたが、後にAは生来の障害のために60はおろか20までしか数えることができないことが発覚した。
また、逮捕後、AはCに職場の愚痴を語ったことがあった。この愚痴は、「犯行動機」として、裁判の検察の冒頭陳述において「叱責されたことで病院を困らせ自己の憤まんを晴らそうなどと考え、待遇の格差に対する不満を改めて抱き、事故に見せかけて被害者を殺害し何食わぬ顔で自己の犯行であることを悟られないようにした」と主張されることになった。
逮捕後のAは、弁護士との接見や両親からの手紙などを受けて、何度も自白と否認の間で揺れ動き、検察官に否認供述をしたこともあったが、逮捕後30通に及んで作成された警察調書と検察調書の中で1通も犯行を否認する内容の調書は作成されなかった。CはAが弁護人や検察官に殺害を否認した旨を聞いたり、自身に対して否認供述をしても、聞き入れようとせず、Cが再び殺害を「自白」するまで供述調書を作成することはなかった。Cとその上司は、弁護人の助言を聞いて否認しようとするAに、「逃げるな、両親は警察を信用していて弁護士なんか信用していない」と言い、AはCを信用して否認を撤回した。その後もCは弁護人との接見が終わるたびにAにその内容を確認し、それを聞いたCは「そんな弁護士は信用できない」と繰り返し、Aはこれを信用した。さらに、AはCの指示で供述を否認した検事に対して否認は嘘である旨の供述書を作成した。初公判の3日前には、Aは拘置所に現れたCに頼まれ、「もしも罪状認否で否認してもそれは本当の私の気持ちではありません」という検事宛の手紙を書いた。後に獄中から中日新聞の手紙での取材に答えたAによると、この手紙を書いたのは、数日前に暴れたことを理由に懲罰を受けるかの調査中であることをAが話すと、Cが「取り消してあげるから罪状認否の時に罪を認めなさい」と言ったからだという。Cの「約束」は果たされず、Aはその後拘置所で懲罰を受けたという。

### Aの供述の変遷
Aの供述は初公判に至るまでに複数の項目に渡って変遷を繰り返している。主な変遷については以下の通り。（下記調書日付は特記あるものを除き全て2004年）

#### アラームが鳴っていたかについて
（2003年7月8日警察官調書）アラームは鳴っていなかったが、赤ランプは点灯していた。ランプの意味はわからない 

（2003年7月9日警察官調書）アラームは鳴っていなかったが、赤ランプが点灯していた。ランプは抜けたチューブを繋いだことを意味する。

（5月11日警察官調書）おむつ交換をした際にアラームが鳴り出したので、消音ボタンを押してアラームを消した。その後再度アラームが鳴り出したがBが対応すると思った 

（6月19日供述書）実はアラームは鳴っていなかった。アラームが鳴っていたと言えば取り調べがなくなると思い、嘘をついた 

（6月21日警察官調書）アラームは鳴っていなかったというのは嘘で、本当は以前話していたとおりアラームは鳴っていた 

（7月10日警察官調書）チューブを外した後、Bらに気づかれないように消音ボタンを押し続けて男性患者が死んでいくのを待っていた。アラームは鳴っていない

（7月12日警察官調書）アラームが鳴っていたという話をしたのはBを道連れにするための嘘である 

#### チューブが外れていたかについて
（2003年7月8日警察官調書）チューブが外れていたのを見た 

（2003年7月9日警察官調書）チューブが外れていたのは見ていないし、Bが繋げたのも見ていない

（5月11日警察官調書）チューブが外れていたかどうかは確認していない 

（6月29日供述書）おむつ交換時にチューブが外れてアラームが鳴ったので繋ぎなおした。その後、布団をかけた際にチューブが外れたように思ったが確認しなかった 

（7月2日警察官調書）事故ではなく、私がチューブを引っ張り上げて男性患者を殺した 

（※この間の7月6日ごろ、本件発生時から「チューブが外れていた」といい続けていたBが、チューブが外れていたか否かは確認しておらず、明確ではない旨供述し、以後、一貫して同趣旨の供述をした）

（7月7日検察官調書）チューブを外した後すぐに別の部屋に行った。5分間ぐらいアラームが鳴り続けており、怖くなって男性患者の様子を見に行くと、死亡していた。自分の行為がばれないようにチューブを繋ぎなおした 

（7月9日警察官調書）チューブを外して殺したことは間違いない。警察官や検事、裁判官には正直に話したが、父母が自分のために頼んでくれた弁護士には、故意に外していない、ミスだったと嘘をついた 

#### 「殺害」の方法について
（7月2日警察官調書）チューブを引っ張り上げて殺した。その後、部屋を出たが、アラームは鳴り続けていた。約10分後、Bが気づいて部屋に行くと、男性患者は死亡していた 

（7月5日警察官調書）チューブを外した後、別の部屋でおむつ交換をしていた。Bが起きてこないのでチューブを繋ぎ直して、ナースステーションに戻った 

（7月10日警察官調書）チューブを外した後、Bらに気づかれないように消音ボタンを押し続けて男性患者が死んでいくのを待っていた

（7月12日警察官調書）チューブを外した後、アラームが鳴る1分経過前に消音ボタンを押して死んでいくのを見届けた 

（7月17日警察官調書）チューブを外した後、消音ボタンを押し続けてアラームの音を消しながら、男性患者が死んでいく姿を見ていた。その後、チューブを繋ぎなおし、チューブが外れていたことを示す点灯ランプを消すために消音ボタンを押した 

（7月20日警察官調書）消音ボタンを押したのは合計3回。その後管を繋ぎなおして消音ボタンを押して赤ランプを消した 

（7月21日警察官調書）チューブを外してアラームが鳴った後、1、2、3と数え続けて1分になる前に消音ボタンを押した 

#### 人工呼吸器の仕組みを知っていたかについて
（7月20日警察官調書）おむつ交換時にチューブが外れてアラームが鳴っても消音ボタンを押せば消え、外れたままだと1分後に鳴り出すことがあって、このアラームの仕組みは自然と覚えていた 

（7月20日警察官調書）チューブが簡単に外れること、チューブを外すとアラームが鳴って赤ランプが点滅すること、消音ボタンを押すとアラームが止まって赤ランプが点灯状態になること、チューブを繋ぎなおした後に再度消音ボタンを押すと赤ランプが消えることは今までの経験から知っていた 

（7月21日警察官調書）アラームの仕組みについては、別の患者を車椅子に乗せる際、管を外せばアラームが鳴り、消音ボタンで消すと、1分後に再び鳴るが、1分経過する前に消音ボタンを押せばアラームは鳴らないようになっていることを自然に覚えた 

（7月23日検察官調書）人工呼吸器の操作方法については、看護師の操作を見たり聞いたりして覚えた 

（7月25日検察官調書）1分経過した頃に再びアラームが鳴り、その後消音ボタンを押せば消えることは知っていた。1分という時間は、看護師の誰かから聞いた記憶がある。頭の中で1秒、2秒と数え、1分経った頃再び消音ボタンを押すと、鳴らない状態が続いた。1分経過後に消音ボタンを押すとアラームが鳴らない状態が続くことは知らなかったが、たまたま鳴る前に消音ボタンを押すとアラームが鳴らない状態が続いた

### 裁判
2004年9月24日、大津地方裁判所（長井秀典裁判長） の初公判で、Aは体調不良を理由に罪状認否を保留した。その後、10月19日の第2回公判までの間、Aは針金を飲み込んで自殺未遂をする、壁に頭を打ちつけるなどの行動をした。迎えた第2回公判でAは犯行を否認した。否認に転じたAは、自白した理由を「取り調べの男性刑事Cが好きになり、気を引こうと思って自分が殺したと言った」と供述した。 
2005年11月29日、大津地裁は、「身柄拘束を受けない状態で自ら殺人の事実を供述し自白には極めて高い自発性を認めることができる」として捜査段階での自白の信用性を認めた上で、「他の看護師や病院に対する不満、恨みを関係のない入院患者を殺害することではらそうとした」と殺人罪を認定し、懲役12年の実刑判決を下した。捜査当局の主張をそのまま踏襲したようなこの判決を聞いたAは「私が鬼のように書いてある」と驚いたという。この後2006年10月5日に大阪高等裁判所（若原正樹裁判長）が弁護側の控訴を棄却、2007年5月21日に最高裁判所（泉徳治裁判長）が上告を棄却し、同年6月4日、Aの実刑判決が確定した。

## 再審請求

### 第一次再審請求
Aは収容された和歌山刑務所で両親にあてて「私はやっていない」と手紙を書き続け、その数は350通に及んだ。
2010年9月21日、第一次再審請求。弁護団は、Aには高い迎合性が認められ、葛藤状況に置かれると自暴自棄になる傾向があること、自白が真の体験記憶に基づいているとは言えないとする心理学的鑑定意見書等を提出したが、 大津地裁（坪井祐子裁判長）は2011年3月30日、「無罪を言い渡すべき合理的な疑いを生ぜしめるものとはいえない」として請求を棄却した。同年5月23日大阪高裁（松尾昭一裁判長）が弁護団の即時抗告を棄却、同年8月24日最高裁第二小法廷（竹内行夫裁判長）が特別抗告を棄却。

### 第二次再審請求

#### 大津地裁（請求棄却）
2012年9月28日、第二次再審請求。Aの弁護団は、Aの捜査段階の自白調書は信頼性あるいは任意性を欠くこと、急性心不全により死亡したとする確定判決の認定根拠となった司法解剖鑑定書は信用できず男性患者は自然死した可能性があること、仮に男性患者が急性心不全により死亡したとしても、痰のつまりや人工呼吸器の故障等他の要因によって死亡した可能性があるなどと主張し、これらを明らかにするとして証拠を提出した。2015年9月30日、大津地裁（川上宏裁判長）は「無罪を言い渡すべき合理的な疑いを生ぜしめるものとはいえない」としてこれを棄却した。弁護団は即時抗告した。
2013年2月、Aの中学時代の恩師5人が「Aさんを支える会」を立ち上げた。「支える会」は、それまで「孤立無援」だったAの両親を助け、再審を求める署名集めに奔走、全国から集めた約3万人分の署名を裁判所に提出した。Aが自暴自棄になり「再審をやめたい」と獄中から訴えると、恩師たちは励ましの手紙をAに送った。
2017年2月、再審の方針をめぐって父親と対立したAは、獄中で自殺未遂をした。Aは弁護士に「再審をやめたい」と手紙を書き、弁護士は思いとどまるよう説得したが、Aは弁護士に相談せずに大阪高裁に宛てた「再審請求審の取り下げ書」を書き、封に入れて刑務官に預けた。和歌山刑務所の男性刑務官は、Aの話を親身になって聞いた上で説得し、「取り下げ書」が発送されることはなかった。

#### 即時抗告審三者協議
2017年3月14日、大阪高裁、弁護人、検察官による三者協議の中で、後藤眞理子裁判長は、即時抗告から審理が遅れていることを謝罪した上で、「致死性の不整脈によって死亡した可能性について問題意識を持っている」と言及した。患者の「死因」を「窒息死」と認定した確定判決とは異なる視点であり、「そもそも事件ではなく、患者は自然死だった」という弁護団の主張に沿うものだった。7月に行われた3回目の三者協議では、大阪高等裁判所は「急性死で原因不明の場合、死因の中で不整脈と窒息死は一般的にそれぞれどの程度の割合なのか。文献等があれば示してほしい」と検察官と弁護団に求めた。弁護団は、自白の不合理性を強調するために、医学面での主張は「Aの自白通りに呼吸器を3分程度外しても、人は死なない」と強調する戦略をとっていたが、高裁の訴訟指揮を受けて方針を転換、男性が致死性不整脈により病死した可能性を示す医師の診断書を提出し、「男性は低カリウム血症による致死性不整脈を起こした可能性が高い」と主張した。弁護団が主要な争点にしていない問題が裁判所主導で再審請求審の焦点に浮上するのは異例のことだった。

#### 中日新聞による調査報道
4月20日、Aの家族や恩師への取材からAの不自然な「自白」を何らかの障害の影響によるものではないかと考えた中日新聞記者は、弁護団に話を持ちかけ、Aは獄中で精神科医と臨床心理士による発達・知能検査を受けることになった。その結果、Aには軽度の知的障害、ADHD、愛着障害があることが判明した。この結果は、Aの主任弁護人で、これまで面会や手紙のやりとりで何度もAと接してきた井戸謙一にとっても「意外だった」。検査を行った精神科医は「知的障害を伴う発達障害は『パニック状態で判断力を失い、自暴自棄になりやすい」と指摘した。
中日新聞は5月17日から、
- Aが「防御する力が弱い」「供述弱者」であり、「密室の取調室で自暴自棄に陥って自白させられ、取調官の意のままに供述を誘導された可能性が高い」こと[6]
- 解剖医による司法解剖鑑定書が「チューブが外れていた」という当初の誤った情報を前提に死因を「窒息死」としているにもかかわらず、一審から最高裁に至るまで一貫して「チューブはつながっていた」ことを前提とした、鑑定書と矛盾する検察の主張を踏まえた判決を下していること[71]
- 鑑定医が遺体の血中カリウムの低い数値を「不整脈を生じ得る」と記載していることをこれまでの判決において検証された形跡がないこと[72]

などを指摘して、Aの有罪に疑問を投げかける連載記事を掲載した。Aの弁護団はこの連載記事を大阪高裁に証拠資料として提出した。
8月24日、Aは刑期を満了し出所した。

#### 即時抗告審（再審開始決定）
12月20日、大阪高裁は、男性の死因について「致死性不整脈で自然死した疑いがある」として、死因を窒息死と結論付けた司法解剖の鑑定書は「証明力が揺らいだ」と判断、再審開始を認める決定をした。Aの自白の信用性については、「多数の点で（供述は）めまぐるしく変遷している」と指摘、「犯人と認めるには合理的な疑いが残る」とした。
後藤眞理子裁判長は、解剖医による司法解剖鑑定書に書かれた酸素供給途絶という男性患者の「死因」は、「解剖結果のみから導かれたものではなく、これに警察官から得た人工呼吸器の管が外れていたという『本件事歴』を加えて導かれたもの」とした。また、解剖のみでは死因が機能性の致死的不整脈であることを断定はできないが、その可能性は「明確ではないものの、無視できるほどに低い程度ではないといえる」とした。
その上で後藤裁判長はAの捜査段階での「自白」を検証し、Aの供述が「アラームが鳴っていた」と供述して以降、何度も変遷したことを指摘した。この変遷の中で、後藤裁判長は、アラームを止めた状態で消音ボタンを押すと無音時間が延長できることを「知っていた」と供述した2日後に「知らなかった」と供述している点に着目した。
犯行以前に無音時間の延長法を知らなかったのであれば、本件「犯行」が短時間ずつでもアラームを何度か鳴らすという発覚のリスクを負うことを前提としたものということになり、「やや不自然な自白になる」とした。知っていた場合、痰の吸引等をしない看護助手であったAが、呼吸器の操作方法を看護師等から教示される可能性は低く、その必要性もないため、「どのように知り得たかが不可解」であり、「犯行時にたまたま知った」とした場合、供述通り1分の経過を計る理由が見当たらないことになり、検察官の調書にもそれについての記載がないことを指摘した。
これらからアラームが鳴らない時間を延長する方法をあらかじめ知っていたか否かについて、「警察官または検察官若しくはその両者の誘導があり」、Aは「それに迎合して供述したに過ぎない可能性」が示唆されるとした。
また、男性患者の死因が自然死である可能性を排除せずにAの「自白」を検討した場合、Aが供述する通り、心理的な圧力がかかる中で、Bに追及が及ぶのを回避し、好意を抱いていた取調べ担当警察官Cとの関係を維持するために、虚偽の「自白」をしたと「考えられなくはない」とした。これらを踏まえるとAの「自白」は、「（男性患者が）酸素供給途絶状態が生じたために死亡したのであることが合理的疑いなく認められるとまで評価することはできない」とした。
以上の検討により、確定判決が依拠した司法解剖鑑定書の証明力が減殺され、男性患者が自然死した合理的な疑いが生じたこと、また、Aが本件の「犯人」であると認めるには合理的な疑いが残っていると言わざるを得ないことから、再審を開始するとした。
この大阪高裁の再審決定文には、「第一次再審、第二次再審の地裁決定ともまったく違う。弁護人の再審請求の構成とも外れて、高裁が独自で組み立てている。すばらしいと思った」「医学的なところで、ほとんど決まりなんだよ、とした上で、自白を論じている」（水野智幸法政大学法科大学院教授）、「客観的な証拠が成り立たないことを論証した上で、自白の信用を検証するという逆転の発想。これなら上級審でも崩れにくい。他の裁判官も見習うべきだ」（安原浩弁護士）と、法曹界からも高い評価が送られた。

#### 再審開始確定
12月25日、大阪高検は最高裁に不服を申し立てる特別抗告をした。Aは「驚きはないがあきれている」とコメントし、弁護団も「深く失望した」と声明を出した。
2018年3月28日、日本弁護士連合会が本事件を冤罪と判断し、再審請求支援事件に指定した。
2019年3月18日、再審請求特別抗告審で、最高裁第二小法廷（菅野博之裁判長）は高裁決定を支持して検察側の特別抗告を棄却、再審開始が確定した。殺人罪に問われた元受刑者の再審が最高裁で確定するのは2018年10月の松橋事件決定以来。裁判官3人による全員一致の結論で、事件発生から16年を経て再審開始が確定することとなった。
この高裁から最高裁へと続く再審請求審においては、双方の意見書など書証のやりとりのみで決定・確定がなされた。関係者の証人尋問を一切行わずに決定がなされたのは殺人事件の再審請求としては異例。

## 再審・無罪確定
再審開始確定以降、2020年1月16日までの間に、弁護側、検察側、裁判所の3者による、再審公判に向けて主張や証拠を整理する協議が7回開催された。検察側は当初、Aの有罪を立証する方針を示していたが2019年10月、「新たな証拠請求を行わない」と、有罪立証を事実上断念する方向に方針転換した。井戸謙一弁護団長は「重大な方針転換をしたのなら、理由を説明すべきだった」と検察側の対応を批判し、「再審公判では早期の無罪を優先した結果、捜査員への証人尋問はできなくなり、物足りなさを感じている。許された時間の中で捜査の問題点を明らかにしていく」と述べた。
また弁護団は、再審確定後に弁護団が検察側に行った証拠開示請求で、A逮捕前に作成された殺意を否定する内容の自供書や、男性がたんを詰まらせて死亡した可能性を指摘する捜査報告書など、Aに有利な証拠を滋賀県警が検察側に送っていなかったことが判明したことを明らかにした。弁護団は「全ての証拠が捜査段階で検察に送られ検討されていれば、Aさんは有罪にはならなかったはずだ」と批判した。
2020年2月3日、再審初公判が大津地裁（大西直樹裁判長）で開かれ、Aは「私は殺していません」と起訴内容を否認し、無罪を主張した。検察側は起訴状を改めて朗読し、「被告が有罪との新たな立証はせず、確定審や再審での証拠に基づき、裁判所に適切な判断を求める」とし、有罪立証を事実上断念する考えを示した。他方で検察は従来の主張の撤回はしなかった。Aは、弁護側の被告人質問で、刑事がケーキやハンバーガーなどの飲食を提供する不適切な取調べを行っていたことを明らかにした。2月10日に行われた第2回公判の論告においても検察は「被告が有罪との新たな立証はせず、裁判所に適切な判断を求める」とだけ述べて求刑しなかった。弁護側は、男性患者の死因は不整脈や人工呼吸器のチューブのたん詰まりである可能性があることを指摘、「Aさんが人工呼吸器のチューブを外した事実はない」と強調した。「自白」については「刑事へのAさんの恋愛感情を利用し、状況証拠に整合するよう誘導した」と批判した。Aには軽度の知的障害などがあり、取り調べ時に自身の利益を守ることが難しい「供述弱者」であることも訴えた。
3月31日、再審の判決公判が行われ、大津地裁で開かれ、大西直樹裁判長はAに無罪を言い渡した 。
判決は、男性患者の死因について、Aの「自白」を除いて検討すると、人工呼吸器のチューブの外れ等の基づく酸素供給欠乏を死因とする司法解剖鑑定書等による判断は、他の可能性を排斥できる合理的な理由を十分に示していないため「信用できず」、解剖所見や診療経過等から低カリウム血症に起因する致死性不整脈を含む他の死因により死亡した「具体的な可能性がある」とした。また、Aの「自白」については「その信用性に疑義があるばかりか、任意にされたものでない疑いがある」として、証拠から排除された。以上を踏まえ、本件は「そもそも男性患者が何者かによって殺害されたという事件性を認める証拠すらなく、犯罪の証明がないことに帰する」と結論づけた。
Aの特性については、「生来の知的・発達障害のために目の前の出来事に捉われ、自分の言動がどのような結果を招来するのかに考えが及びにくい中、長年持ち続けていた劣等感と表裏一体を成す愛着障害に基づく強い承認欲求が相まって、迎合的な供述をする傾向がある」とした。Cによる取調べについては、Aの特性や恋愛感情を利用し、「強い影響力を独占して供述をコントロールしていた」と指摘、「自白」は「不当、不適切な捜査によって誘発された」ものであり、このような「誘導的な取調べを行うことは、虚偽供述を誘発するおそれの高い不当なものであった」とした。裁判長は「もう嘘は必要ない。ありのままの自分と向き合ってほしい。今日がその第一歩です」とAに語りかけ、「この事件は日本の刑事司法を変える原動力になる」とも述べた。また、裁判長は自戒を込めて「警察、検察、弁護士、裁判官、すべての関係者が、今回の事件を人ごとに考えず、自分のこととして考え、改善に結びつけなければなりません。Aさんの十五年を無駄にしてはなりません。本件は、よりよい刑事司法を実現する大きな原動力となる可能性を秘めています」と訓戒を述べた。
判決を受け、滋賀県警の担当者は「（判決を）評価する立場にはない」とし、「問題点のある違法な捜査だったとは思えない」との見解を述べた。報道陣からの「冤罪ではないという認識か」との質問には「コメントは差し控える」とした。大津地検の山上真由美次席検事は、「結果としてAさんが長年にわたって服役された後、再審で無罪判決に至ったことについては遺憾」などと話した。
4月2日、大津地検は上訴権を放棄、 Aの無罪が確定した。逮捕から15年を経ての無罪確定となった。
4月17日、滋賀県警の滝澤依子本部長がAの無罪確定後初の定例会見を行った。「無罪判決を真摯に受け止めて、今後の捜査に生かして参りたい」と語ったが、謝罪はなかった。その後の6月29日、県議会本会議の代表質問に対する答弁で、滝沢本部長は「結果として大きなご負担をおかけし、大変申し訳ない気持ちであり、その心中をお察しすると言葉もない」とAに対する謝罪の言葉を述べた。
7月、Aは刑事補償法に基づき、逮捕された2004年7月から2017年8月に和歌山刑務所を出所するまでの4798日分について、1日当たり1万2500円、約5990万円を請求した。これを受けて大津地裁は10月27日、請求額の補償金を支払う決定をした。

## 損害賠償訴訟
2020年12月25日、Aは、違法な捜査で約13年間拘束されたとして、国と滋賀県に対して計4300万円の損害賠償を求める訴訟を起こした。訴状では、県警が取り調べを行った刑事へのAの恋愛感情を利用して虚偽の自白を誘導したことや、Aに有利な証拠を大津地検に送致しなかった点などを違法な捜査と主張、また、検察についても2017年の大阪高裁の再審開始決定に対し、理由なく特別抗告をしたのを違法だと指摘した。
2021年3月4日、大津地裁（堀部亮一裁判長）で行われた第1回公判で、国と県は請求棄却を求め、A側と争う姿勢を見せた。
9月15日、県は、Aの訴えに対し、県警の捜査に違法性は無かったと反論する文書を大津地裁に提出した。文書の中で県は、男性患者を心肺停止状態に陥らせたのはAだと主張、取り調べの警察官Cに対しAが抱いた恋愛感情を県警が利用したとするA側の主張を「不自然で強引な解釈だ」と反論した。再審無罪判決を下した大西裁判長の「問われるべきは捜査手続きの在り方だ」とした説諭も「承服しがたい」とした。翌16日、Aの弁護側は「名誉を甚だしく毀損するものだ」とする意見書を提出、17日、三日月大造滋賀県知事は「不適切な表現で、心情を傷つけた」と謝罪した。28日には、滋賀県警の滝澤依子本部長が県議会本会議の一般質問で答弁し、「県警察を代表してお詫びする」と謝罪した。また、内規では県警が作成した書面を県が事前確認することになっていたが、県警は県に書面を送っておらず、県が把握していなかったことも発覚した。
2023年4月20日に開かれた第7回口頭弁論では、県警が再審公判段階で初めて検察に送致した証拠の中に、矛盾する複数のAの供述調書があったことが明らかになった。県警から検察への捜査資料の送致記録リストを国側が開示したことにより判明した。A側は、捜査段階では不起訴になることを恐れた県警がこれらの証拠をあえて送致しなかったこと、当初は再審公判で有罪立証する方針だった検察がこれらの証拠によって有罪立証を断念したことを指摘した。
6月22日の第8回口頭弁論で、A側は、取り調べを行った警官Cとその上司、起訴判断をした検察官、再審公判で有罪立証を放棄した検察官、再審開始決定に特別抗告した当時の大阪高検検事長、遺体を解剖した解剖医、再審請求中のAの精神鑑定を行った医師、Aの母の証人尋問を申請した。A自身の尋問も申請した。10月20日に行われた非公開の進行協議で、C、捜査指揮を行った刑事、起訴判断をした検察官、解剖医を証人として採用することが決定され、A本人への尋問も行われることとなった。A側が他に申請していた、Aの母、再審請求中のAの精神鑑定を行った医師、再審開始決定に特別抗告した当時の大阪高検検事長らへの尋問については不採用となった。
2024年3月7日、第10回口頭弁論でAの起訴を判断した検察官（当時）と遺体を解剖した医師が判断の妥当性などについて証言した。
元検察官への尋問では裏付けがないままAの「自白」の信用性を認めたことを問われると、「捜査する中で自白が出たので信用できると判断した」と答えた。また、「チューブのたん詰まりにより心臓停止したことも十分考えられる」とする解剖所見が書かれた捜査報告書を県警が検察に送っていなかったことを問われると、「全ての捜査資料を送っていると理解していた」と証言した。「送られていたら殺人罪の起訴を見送っていたのではないか」というA側からの問いに対しては「答えようがない」と答えた。
解剖医は、解剖所見について「たん詰まりを採用すると、他の所見と合わなくなる」と証言し、その真意を問いただされると、自身が作成した所見の内容を否定する証言ともいえる「たん詰まりによる死亡の可能性はない」という趣旨の発言をした。捜査報告書については「記憶がない」と述べた。
5月23日、第11回口頭弁論で、Aを取り調べした警察官Cが証人として出廷し、Aに自白の誘導や指示をしたことについて「一切ありません」と証言した。また、Aの知的能力を問われると「しっかり自分で物事を考え、供述できる人だと思っていた」と証言し、自身への恋愛感情に気づいていたかについては「ないです」と述べて否定した。尋問ではA自ら質問に立ち、「取り調べで机を叩いたり本当にしていないですか」と尋ね、Cは「してない」と否定した。A側の弁護団団長の井戸謙一が「今でもAさんが殺害したと考えているのか」と質問すると、Cは「再審無罪の判決が出ているうえ、組織の一員として取り調べたので答える立場にない」と述べた。井戸が「個人的にどう考えているか」と再度問うと、県側代理人が「質問ではなく意見にあたる」と遮り、Aは「答えてください。犯人と言ったらいいじゃないですか」と感情を露わにした。Aは裁判長に「落ち着いてください」と制止された。
Aは、Cについて、「（証人尋問では）正直に話してほしい。それが悪いことでも責めもしないし、ちゃんと謝ってくれたらそれでいい」と話していた。
5月30日、第12回口頭弁論で、Cの当時の上司の元警察官の男性が証人出廷し、「Aさんが供述弱者だという認識はなかったと思う」とCとほぼ同じ内容の証言をして、供述の誘導を否定した。事故死の可能性について解剖医が言及した捜査報告書が検察に未送致だったことについては、報告書の存在も未送致だったことも「記憶にない」と証言、「（未送致だったことが）今考えても当時の捜査方針に影響しなかったと思う」と釈明した。
6月27日、第13回口頭弁論でA本人への尋問が行われた。Aは、虚偽の「自白」をした背景について、取調べをした県警警察官Cへの恋愛感情を挙げ、「（自白という）大きいことを言えば、警察官が私の話を聞かないといけなくなる。会いたかった」と説明した。CがAの恋愛感情に気づいていたか問われると、Aは「はい。大好きと毎日言っていた」と答え、第11回口頭弁論でCが気づいていなかった旨供述したことについて「うそばかりついてひどいなと思った。違法捜査だと認めてほしかった」と明かした。
訴訟を起こした理由については「冤罪で闘う仲間たちのため、再審無罪をもらって人生を取り戻した私ができることだと思った。取り調べの違法性を皆に知ってもらうためです」と裁判官に涙ながらに訴えた。
2025年2月20日、この日行われた第14回口頭弁論での最終陳述で、Aの代理人は県警の捜査と検察が証拠精査などを行わなかったことを改めて批判した上で、「警察や検察に謙虚な姿勢は垣間見られ」ないとして、厳しい判断を求めた。これに対して国は「検察の起訴の判断は間違っていない」、県は「県警の捜査に違法はなかった」と主張して訴えの棄却を求めた。また、A側は、将来得られたはずの「逸失利益」の算定額を見直し、請求額を提訴時の約4300万円から約5400万円に引き上げた。この日をもって結審した。7月17日、大津地方裁判所は警察による捜査は違法だったとし、滋賀県に約3100万円の賠償を命じた一方、検察の捜査には違法性は認められないとして、国への訴えを退けた。同月25日、滋賀県は、地裁判決を受け入れて控訴を断念すると発表した。同日、県警本部長は記者会見を開き、「Aさんに大きなご心労やご負担をおかけしたことに対し大変申し訳なく思う」と謝罪した。地裁判決について「滋賀県の主張が認められていない部分はある」としつつ、「原告のご心労やご負担にも思いを致した」と控訴断念の理由を説明した。同月31日、A側は国のみを相手取って控訴し、県については約3100万円の賠償を命じる判決が確定した。